# Горно Оризари (община Велес)
Вижте пояснителната страница за други значения на Горно Оризари.
Горно Оризари (на македонска литературна норма: Горно Оризари) е село разположено в западната част на община Велес, Северна Македония в долното поречие на река Тополка.

## География
Село Горно Оризари е типично равнинно село отстоящо от общинския център Велес на 8 км.

## История
В „Етнография на вилаетите Адрианопол, Монастир и Салоника“, издадена в Константинопол в 1878 година и отразяваща статистиката на населението от 1873 година, Горно Орижари е посочено погрешно като село с 45 домакинства със 192 жители българи и 25 мюсюлмани. Според статистиката на Васил Кънчов („Македония. Етнография и статистика“) от 1900 година селото е населявано от 760 жители, всички турци.
След Междусъюзническата война в 1913 година селото остава в Сърбия.
На етническата си карта от 1927 година Леонард Шулце Йена показва Горно Чалтики (Grn. Caltiki) като турско село.
До 1953 година Горно Оризари е изцяло турско село, но турското население се изселва масово в Турция и на негово място се заселват бошняци (мюсюлмани) от Санджак в Сърбия.
Според преброяването от 2002 година селото има 2262 жители.
| Националност | Всичко |
| македонци    | 113    |
| албанци      | 66     |
| турци        | 15     |
| роми         | 1      |
| власи        | 0      |
| сърби        | 22     |
| бошняци      | 2032   |
| други        | 13     |

Селото е благоустроено и планирано и разполага с: основно училище, амбулатория, поща.

## Личности
Родени в Горно Оризари
- Фехим Хускович (р. 1967), художник от Северна Македония